# José María Leyes
Marvell José María Leyes Justiniano (Cochabamba, Bolivia; 17 de julio de 1977) es un abogado, presentador de televisión y político boliviano. Fue el alcalde de la ciudad de Cochabamba en tres ocasiones; la primera vez desde el 1 de junio de 2015 hasta el 4 de mayo de 2018, la segunda vez desde el 14 de febrero al 23 de octubre de 2020, y la tercera vez desde el 9 de marzo hasta el 24 de marzo de 2021.

## Biografía
José María Leyes nació el 17 de julio de 1977 en la ciudad de Cochabamba. Comenzó sus estudios escolares en 1983, saliendo bachiller el año 1994, del Colegio Don Bosco de su ciudad natal. 
En 1995, ingresó a estudiar la carrera de derecho en la Universidad Privada del Valle (Univalle) en Cochabamba. Se graduó como abogado de profesión el año 2001. Durante su vida profesional, Leyes realizó un posgrado en derecho constitucional y otro en derecho tributario.
Fue director y conductor de un programa televisivo de análisis político, llamado "Contrapesos" por la Red PAT.

## Carrera política

### Elecciones subnacionales de 2010
La primera aparición en la política de José María Leyes fue el año 2010, cuando postuló ese año al cargo de Gobernador del Departamento de Cochabamba por la organización política Todos Por Cochabamba (TPC). Los resultados demostraron que José María Leyes quedó en segundo lugar al haber obtenido el apoyo de 174 175 votos  (25,9 % de la votación total a nivel departamental) frente a su principal competidor del MAS-IPSP Edmundo Novillo Aguilar que obtuvo el 61,8 % de la votación.
El 15 de diciembre de 2013, José María Leyes se une con los políticos Rubén Costas y Ernesto Suárez Sattori, y juntos fundan el partido Movimiento Demócrata Social a los pies del Cristo de la Concordia.

### Elecciones subnacionales de 2015
El año 2015, José María Leyes  postuló esta vez al cargo de alcalde de la ciudad de  Cochabamba por el partido político Movimiento Demócrata Social (MDS). Los resultados demostraron que José María Leyes logró salir en primer lugar obteniendo el apoyo de 206 683 votos (56,4 % de la votación total a nivel municipal), frente a su principal competidor del MAS-IPSP Lucio Gonzáles Cartagena que obtuvo el 36,8 % de la votación.
José María Leyes asumió el cargo de alcalde de Cochabamba todavía siendo un joven de 38 años de edad el 1 de junio de 2015.

## Controversias

### Caso Mochilas chinas I y II
A finales abril de 2018 fue presentada la denuncia contra José María Leyes por sobreprecio de 11 millones de bolivianos en la compra de mochilas y material escolar para la gestión 2018. El 26 de abril, el Viceministerio de Transparencia bajo el mandato de Diego Jiménez presentó la denuncia. Fiscalía informó que los representantes de las empresas MSPC SRL y MANE Comp. no hicieron declaración alguna del caso.  Leyes permaneció en la cárcel por lo delitos de Incumplimiento de Deberes, Uso indebido de Influencias, Contratos Lesivos al Estado, Negociaciones incompatibles y Conducta antieconomica.
El abogado internacional Jared Genser hizo público el fallo del Consejo de Derechos Humanos de la ONU, concluyendo que “La privación de libertad de José María Leyes Justiniano es arbitraria, en violación de los artículos 9, 10, 11, 18, 19 y 21 de la Declaración Universal de Derechos Humanos y los artículos 9, 14, 19, 22 y 25 de El Pacto Internacional de Derechos Civiles y Políticos, y se clasifica en las categorías I, II y III… El Grupo de Trabajo considera que, teniendo en cuenta todas las circunstancias del caso, el remedio apropiado sería liberar al Sr. Leyes de inmediato y otorgarle un derecho exigible de compensación y otra reparación, de conformidad con el derecho internacional”.
El 19 de agosto de 2020, la Fiscalía Especializada de Anticorrupción, Legitimación de Ganancias Ilícitas, Delitos Aduaneros y Tributarios presentó  un requerimiento conclusivo de acusación formal contra la autoridad edil y otros 13 funcionarios y dos responsables de la empresa contratista Asociación Accidental del Norte. Se los acusa de por los delitos de uso indebido de influencias, negociaciones incompatibles con el ejercicio de la función pública, incumplimiento de deberes y conducta antieconómica.  En un documento de más de cien páginas contiene 159 pruebas, donde se presenta pruebas de irregularidades son presentados ante el juez anticorrupción y violencia número dos del Tribunal de Justicia de Cochabamba, lo que se llevaría a juicio. Entre varias irregularidades, se resalta el pago de 45.000 dólares que Leyes habría recibido del contratista a través de la hermana de la autoridad en Estados Unidos.

## Historial electoral

### Elecciones Subnacionales de 2010
- Elecciones departamentales de Cochabamba de 2010 para Gobernador por el Departamento de Cochabamba para el periodo 2010-2015 [8]

|  | 61,87 % |

|  | 25,95 % |

|  | 7,82 % |

|  | 4,36 % |

### Elecciones subnacionales de 2015
- Elecciones municipales de Cochabamba de 2015 para alcalde por el Municipio de Cochabamba para el periodo 2015-2020 [10]

|  | 56,49 % |

|  | 36,35 % |

|  | 4,38 % |

|  | 2,77 % |

| Predecesor: Armando Vargas Mujica | Alcalde de Cochabamba 1 de junio de 2015 - 4 de mayo de 2018 | Sucesor: Karen Suárez Alba |